# ニコイチ (漫画)
『ニコイチ』は、金田一蓮十郎による日本の漫画作品。『ヤングガンガン』（スクウェア・エニックス）にて2004年創刊号から2012年3号まで連載された。
金田一蓮十郎の青年漫画誌での初連載作品。須田真琴と藤本菜摘を中心に、女装、母子家庭に近い物、擬似同性愛（レズビアン）、血の繋がっていない家族の複雑な感情、我儘な子供とそれを叱れない親など、シリアスなテーマを扱ったラブコメ作品。
『ぱふ』（雑草社）2010年7月号に掲載された特集「まんがキャラ☆カタログ 女装男子&男装女子編」にて、女装男子が登場する漫画のひとつとして本作が取り上げられた。

## あらすじ
須田真琴（異性愛者の男性）平凡な会社員。大学時代に事故死した恋人・成美の子供・崇（真琴との血縁関係はない）を引き取り、実子として8年間以上育ててきた。しかし、家庭では女装して、近所で評判になる程の美人。会社（男装）と家庭（女装）という二重生活に陥っていた。30歳になるまでには息子にカミングアウトして窮屈な生活を抜け出したいと願っていたものの、育児に忙しく恋人を作る時間を作り出せないまま、ただ時間だけが過ぎていた。
そんなある日、女装している状態で電車に乗っていると、以前から気になっていた女性・藤本菜摘が痴漢に遭っている所に遭遇し、助けてあげた事を機に仲良くなる。

## 登場人物

### 主要人物
須田真琴（すだ まこと）
本作の主人公。物語開始時、29歳。丸井紡績株式会社に勤める、ごく普通の冴えない会社員。8年前、幼くして母親を亡くした崇の為、女装して母親を演じている。あくまで女装趣味や性同一性障害者、トランスジェンダーに該当する人物ではない。女装時の姿は美人で、近所や学校では美人な母として評判。会社では元の姿で会社員として過ごす。女装時は「戸田須真子（とだ すまこ）」（須田真琴のアナグラム）と名乗り、同僚には自分の恋人と説明している。崇には、須真子が「実は男である」とカミングアウトする機会を窺っている。
菜摘とは女装時に出会ったことで同性愛カップルとしてスタートし、後にカミングアウトを経てようやく異性愛カップルとなる。8巻にて、ついに崇に対してのカミングアウトを成し遂げるが、それ以後も女装を続けるハメになる。
須田崇（すだ たかし）
成美の息子。11歳の小学5年生。真琴とは血の繋がりを持たない養子だが、女装した真琴（須真子）を本当の母親、成美を父親と思い込んでいる。深い愛情と共に過保護な教育を受けている為か、かなりのマザコン。もし父親が出来るなら、欲しいのは「ジョン・トラボルタのような父親」とのこと。
真琴と同じく、菜摘のことが大好き。真琴と菜摘の関係を同性愛だと信じ、2人の仲を応援していたが、後に「母が実は父だった」と明かされた際には男性である真琴が受け入れられず、智の借りている菜摘の部屋に家出した事も。真琴が女装を続けることで収まったが、男装時でもナチュラルに｢お母さん｣と呼んでしまう癖が残っている。
藤本菜摘（ふじもと なつみ）
真琴の会社の同僚で、彼が想いを寄せる女性。経理部所属。会社では「仕事の鬼」と呼ばれており、周囲の人間（特に男性）を寄せ付けないほどクールに振る舞う。眼鏡をかけている時とかけていない時の差が激しい。元恋人の浮気が原因で軽い男性不信に陥る。定期的に甘いものを摂取しないと不機嫌になるが、度々カロリーオーバーになる。女装のためとはいえ、節制を欠かさず理想体型を維持している真琴には恨みがましい目を向けることも多い。
電車で痴漢に遭った所を須真子に助けられた事をきっかけに、須真子に好意を寄せ、彼女に対しては心を開くが、その正体の真琴については出会いが最悪で鬱陶しく思っていたが、後に須真子=真琴のカミングアウトを経て、異性愛カップルとなる。

### 主要人物の近親者
成美（なるみ）
大学時代に真琴と付き合っていた女性で、崇の実母。交通事故で死亡。成美が事故死するまで、真琴は崇の存在を知らなかった。真琴が最初に使ったメイク道具は彼女の遺品。身寄りがなく天涯孤独だったため、真琴の母の勧めで、遺骨は須田家の墓に入る。
アルバイト先の常連だった男性「安部武明」との交際の末に崇を授かるも、彼に中絶するように頼まれた事が原因で彼の前から姿を消す。
安部武明（あべ たけあき）
中学校に進学した崇の前に現れた男性で、崇の実父。余命幾許も無い母親の「孫の顔が見たい」という要望を叶える為、成美の事を探偵に依頼して調べさせた結果、自身の息子である崇の存在を知り、DNA検査をして自身の子である事を確認した上で彼に会いに来る。大阪人だが、基本的に標準語で喋っている。バイであり、同姓の恋人がいる。誠実な性格の男性だが、成美が崇が妊娠した時、「仕事に専念したいから家庭を持つのはまだ早い」という気持ちから彼女に中絶する事を頼んでいる。その負い目から真琴の許可無しには崇には会わないと心に決めている。真琴達と崇の養育の事で協力関係を結ぶ。崇には肉親として受け入れられている。
崇の祖母（仮称）
安部の母親で、崇の父方の祖母である老女。明るく優しい性格で孫である崇とすぐに仲良くなり、真琴への気持ちから安部の事を受け入れる事に抵抗を持っていた彼の気持ちを結果的に軟化させている。
母（仮称）
真琴の母で、崇の養祖母。息子を「ただの女装好き」だと思っているが、ある程度の理解を示しており、時々家に来ては手伝いをしてくれる。感情がすぐ態度に出る性格で、息子の生活や女装に関して常々嘆いている。
父（仮称）
真琴の父で、崇の養祖父。非常に落ち着いていて、器が大きい性格。息子の女装姿を初めて見た時も動じなかった。さりげなく妻を褒める器量の良さもある。
須田司（すだ つかさ）
真琴の弟で、大学生。崇の義理の叔父にあたる。兄とは正反対な性格で、彼を「姉ちゃん」と呼んでいる。
藤本智（ふじもと さとる）
菜摘の義弟。整体師。祥子の連れ子であり、父親の連れ子である菜摘とは血が繋がっていない。美形だが、無愛想な性格でやや刺のある物言いをする。義姉の菜摘に好意を寄せており、ガールフレンドやセックスフレンドは菜摘似の女性が多い。
菜摘に対しての思いは少々度を越した純粋さで、名保子曰く「菜摘が生きていれば幸せ」なレベル。また崇には自身の境遇を重ねてか比較的親身になる。
菜摘の父（仮称）
菜摘の実父。菜摘が中学2年の時に再婚した。
藤本祥子（ふじもと しょうこ）
旧姓：三上（みかみ）。菜摘の継母で智の実母。再婚時は菜摘が懐かずに苦労していた。

### その他の人物
武内隆平（たけうち りゅうへい）
真琴の後輩。須真子に想いを寄せている。口が達者でお調子者、かなり軽い性格。社内にガールフレンドが多くいる。後に恩田とできちゃった結婚し、以後は親馬鹿になった。須真子の家を訪問した際、須真子=真琴であることを知る。
恩田（おんだ）
菜摘と同じ経理部所属。竹内の子供を妊娠して結婚する。
松井悟（まつい さとる）
真琴の会社の同僚。巧みな話術で女性を落とすテクニックを持つ。合コンに女性側で参加した須真子をお持ち帰りするが、ベッドインには至らなかった。
長井愛耶（ながい あや）
崇のガールフレンドで同級生。かなりのおませな性格。崇がマザコンなこともあって、須真子を敵視している。
杏野（あんの）
崇の小学校の担任教師。須真子に惚れ、プロポーズするも断られる。真琴の姿を隠し撮りした写真を自宅に置いている。崇の家出騒ぎで真琴の女装シーンを目撃するが逆に「男装の方が変装」だと思っている。
葛西（かさい）
菜摘の元ボーイフレンド。浮気を繰り返したあげく、性病をもらってくるなど、女癖が悪い。初対面の須真子をホテルに誘う。
十萌（ともえ）
司のガールフレンド。司と同じ大学の教育学部。大学を辞めて司と結婚しようとするが、菜摘に説得される。
嘉村名保子（よしむら なおこ）
菜摘の大学時代の友人。物事をハッキリという性格。須真子とは仲が良いが、子連れの真琴を小馬鹿にしている。智の交際相手として菜摘に引き合わされるが、微妙にズレた深読みを連発し、真琴は彼女にもカミングアウトする羽目になった。
多田理沙（おおた りさ）
真琴の高校時代のガールフレンド。現在は結婚している。同窓会終了後、真琴を自宅に誘い、迫る。マンションまで押し掛けてきて一時は修羅場かと思われたが、実際は夫が長期出張中であり、身近に「（友人として）遊ぶ相手」がいなくてさびしかった為。
八倉（やぐら）
真琴の高校時代の友人。真琴と同じテニス部。少々能天気な性格で三澤にはよくつっこまれる。
三澤（みさわ）
真琴の高校時代の友人。頭がいいが、少々意地が悪い皮肉屋（真琴曰く「いい奴なのか嫌な奴なのか判断に苦しむ」）。ちなみに同作者の作品『ラララ』には、同様の風貌・言動・立ち位置（主人公の友人）の二沢というコンパチキャラ（いわゆるセルフパロディ）が登場している。
高橋（たかはし）
真琴の高校時代の友人。愛称：ハッシー。女子にモテるが、ちょっと悪い子。現在はイタリアンのレストランを経営している。既婚。

## 書誌情報
- 金田一蓮十郎『ニコイチ』スクウェア・エニックス〈ヤングガンガンコミックス〉、全10巻
  1. 2005年12月24日発売[2]、ISBN 4-7575-1593-6
  2. 2006年11月25日発売[3]、ISBN 4-7575-1814-5
  3. 2007年6月25日発売[4]、ISBN 978-4-7575-2031-8
  4. 2008年2月25日発売[5]、ISBN 978-4-7575-2224-4
  5. 2008年10月25日発売[6]、ISBN 978-4-7575-2420-0
  6. 2009年7月25日発売[7][8]、ISBN 978-4-7575-2624-2
  7. 2010年4月24日発売[9]、ISBN 978-4-7575-2860-4
  8. 2010年11月25日発売[10][11]、ISBN 978-4-7575-3076-8
  9. 2011年7月25日発売[12][13]、ISBN 978-4-7575-3298-4
  10. 2012年3月発売[14]、ISBN 978-4-7575-3536-7